# Гротескність
Гротескність (англ. Grotesquerie) — американський драматичний телесеріал жахів, створений Раяном Мерфі, Джоном Робіном Бейтцем і Джо Бейкеном для FX. Нісі Неш-Беттс грає детектива Лоїс Трайон, у серіалі також знялися Кортні Б. Венс, Ніколас Александр Чавес, Мікаела Даймонд, Рейвен Гудвін і Леслі Менвілл. 
Прем'єра серіалу відбулася 25 вересня 2024 року.

## Синопсис
Детектив Лоїс Трайон має працювати з сестрою Меган, місцевою черницею, щоб з'ясувати джерело серії жахливих злочинів, які впливають як на їхню громаду, так і на їх особисте життя.

## Акторський склад

### Головний
- Нісі Неш-Беттс як дет. Лоїс Трайон
- Кортні Б. Венс — Маршалл Трайон
- Ніколас Александр Чавес — доктор Чарлі Мейхью[a]
- Мікаела Даймонд — начальник поліції Меган Дюваль[b]
- Рейвен Гудвін[en] — Мерріт Трайон
- Леслі Менвілл[en] — Черрі Редд[c]

### Другорядний
- Брук Сміт[en] — начальник детективів Гейл Ганновер
- Джошуа Біттон[d] — сержант Джек Кренберн
- Тесса Феррер[en] — Грейс Фінн
- Тревіс М. Кєльце — Ед Лаклан

### Гостьовий
- Вікторія Ебботт — Андреа Салана
- Кетрін Хантер[en] — Мейсі Монтгомері
- Ліліас Вайт[en] у ролі Глоріус Макколл
- Джон Біллінгслі[en] — доктор Леман
- Сантіно Фонтана[en] — доктор Вітікомб
- Спенсер Грейнес в ролі Джастіна Блейка

## Епізоди
| № серії | Назва серії                    | Режисер(и)            | Сценарист(и)                              | Оригінальна дата показу | Глядачів у США (млн) |
| ------- | ------------------------------ | --------------------- | ----------------------------------------- | ----------------------- | -------------------- |
| 1       | «Pilot»                        | Макс Вінклер          | Раян Мерфі, Джон Робін Бейтц і Джо Бейкен | 25 вересня 2024         | 0.343                |
| 2       | «True Crime Catholics»         | Макс Вінклер          | Раян Мерфі, Джон Робін Бейтц і Джо Бейкен | 25 вересня 2024         | N/A                  |
| 3       | «The Bender»                   | Раян Мерфі            | Раян Мерфі, Джон Робін Бейтц і Джо Бейкен | 2 жовтня 2024           | 0.203                |
| 4       | «Coordinates»                  | Алексіс Мартін Вудалл | Раян Мерфі, Джон Робін Бейтц і Джо Бейкен | 2 жовтня 2024           | 0.144                |
| 5       | «Red Haze»                     | Макс Вінклер          | Раян Мерфі, Джон Робін Бейтц і Джо Бейкен | 9 жовтня 2024           | 0.224                |
| 6       | «Good Caesarean Work»          | Макс Вінклер          | Раян Мерфі, Джон Робін Бейтц і Джо Бейкен | 9 жовтня 2024           | 0.171                |
| 7       | «Unplugged»                    | Макс Вінклер          | Раян Мерфі, Джон Робін Бейтц і Джо Бейкен | 16 жовтня 2024          | 0.200                |
| 8       | «In Dreams»                    | Елеганс Бреттон       | Раян Мерфі, Джон Робін Бейтц і Джо Бейкен | 23 жовтня 2024          | 0.173                |
| 9       | «The Stinging Aroma of Sulfur» | Алексіс Мартін Вудалл | Раян Мерфі, Джон Робін Бейтц і Джо Бейкен | 23 жовтня 2024          | 0.108                |
| 10      | «I Think I'm Dead»             | Алексіс Мартін Вудалл | Раян Мерфі, Джон Робін Бейтц і Джо Бейкен | 30 жовтня 2024          | 0.196                |

## Виробництво
Серіал анонсували в лютому 2024 року, коли його творець, Раян Мерфі, опублікував тизер в Instagram. Головні ролі повинні були зіграти Нісі Неш, Кортні Б. Венс і Леслі Менвілл.

## Реліз
Трейлер «Гротескності» вийшов у серпні 2024 року. Прем'єра перших двох епізодів відбулася на FX у середу, 25 вересня 2024 року. Наступні вісім епізодів виходитимуть щотижня по середах парами по 2 до 23 жовтня 2024 року. Кожен епізод буде доступний для трансляції на Hulu наступного дня після випуску на FX. На міжнародному рівні серіал був доступний для трансляції на Disney+.

## Сприйняття

### Перегляди на стрімінгових платформах
Гротескність дебютував під номером 1 у списку Hulu «Топ 15 сьогодні» у перший повний день випуску та залишався в списку п'ять днів поспіль станом на 1 жовтня 2024 року разом з іншими телесеріалами Раяна Мерфі, включаючи «Американську спортивну історію» і «Доктора Одіссея». Стримінговий агрегатор «Reelgood», який відстежує дані в режимі реального часу від 5 мільйонів користувачів у США для оригінальних і придбаних потокових програм і фільмів у службах відео на вимогу (SVOD) і відео на вимогу з рекламою (AVOD), повідомив, що Гротескність був восьмим телесеріалом за кількістю трансляцій у США за тиждень з 26 вересня по 2 жовтня 2024 року. Аналітична компанія «Samba TV», яка збирає дані про глядачів від певних смарт-телевізорів і постачальників контенту, підрахувала, що цей серіал був дев'ятим за кількістю переглядів протягом тижня з 30 вересня по 6 жовтня 2024 року. На тиждень, що закінчився 9 жовтня 2024 року, «Reelgood» оголосив, що Гротескність був дев'ятим серіалом за кількістю трансляцій у США.

### Критика
На веб-сайті агрегатора рецензій Rotten Tomatoes 79 % із 14 відгуків критиків є позитивними із середнім рейтингом 5,5/10. Консенсус критиків стверджує: «Гротескність в рівних частинах приголомшливий і жахливий — це бенкет для глядачів, які шукають гострих відчуттів». Metacritic, який використовує середньозважену оцінку, присвоїв серіалу 51 бал зі 100 на основі 7 критиків, що означає «змішані або середні» відгуки.
Накейша Кемпбелл з «PureWow» зауважила, що хоча графічні образи в «Гротескності» можуть тривожити — майже спонукати її перестати дивитися серіал, — вона заявила, що сильна гра Нісі Неш-Беттс зацікавила її. Вона похвалила дослідження особистих труднощів детектива Лоїс Трайон і підкреслила партнерство між Тріоном і сестрою Меган, описавши їхню динаміку як освіжаюче доповнення до оповіді. Кемпбелл також відзначила напружений тон і висловила цікавість щодо режисури серіалу, визнаючи її привабливість для шанувальників напружених жахів. Меттью Крейт з «TheWrap» похвалив Неш-Беттс за її гру, зобразивши персонажа з вадами, який бореться з алкоголізмом і особистими труднощами, розслідуючи серію гротескних справ про вбивства. Він високо оцінив ексцентричність персонажів другого плану, зокрема сестри Меган і медсестри Редд, сказавши, що вони додають шару дивності в оповідь. Крейт похвалив серіал за його похмурий і жахливий тон, відзначивши його еволюцію від типової поліцейської драми до глибшого дослідження параної та соціопатії, а також відзначив інтригуючу динаміку та теологічні теми, представлені в серіалі.
Деніел Курланд із «Bloody Disgusting» зауважив, що Гротескність нагадує сезон «Американської історії жаху», але є більш зосередженим і приземленим. Він виявив, що атмосфера викликає важке почуття страху, проводячи паралелі з «Сім» і «Ганнібалом», і сказав, що контраст між жахом і побутовим життям посилює вплив вбивств. Курланд похвалив Неш-Беттс за її гру та відзначив сестру Меган Дюваль Мікаели Даймонд як видатну героїню, припускаючи, що їхня динаміка досліджує теми віри серед насильства. Курленд визнав, що в той час як шоу Мерфі часто починаються добре, але можуть похитнутися, Гротескність створює міцну основу, підсумовуючи з обережним оптимізмом щодо потенціалу серіалу в жанрі жахів. Деніел Фіенберг із «The Hollywood Reporter» зауважив, що Гротескність виглядає знайомим у всесвіті Мерфі, його обстановка нагадує «Американську історію жаху» та «Сім», включаючи теми релігійної символіки та суспільного занепаду. Він високо оцінив образ Неш-Беттс як детектива, похвалив її свіжий погляд на архетип і сильну хімію з акторами другого плану Рейвен Гудвін і Кортні Б. Венс. Фіенберг також підкреслив проривну роль Даймонд як сестри Меган, але вважав серіал дещо передбачуваним у його ранніх епізодах, сподіваючись на більше інновацій у майбутніх частинах.
Петрана Радулович з «Polygon» описала «Гротескність» як інтригуючий, але недосконалий, підкресливши захоплюючу таємницю та надмірні, релігійно-символічні вбивства. Вона високо оцінила гру, особливо Неш-Беттс у ролі детектива Лоїс Трайон і Даймонд у ролі сестри Меган. Радулович також похвалила обстановку серіалу та тривожні сцени злочину, що нагадують «Сім», але висловила сумнів, озираючись на його попередні проекти, щодо здатності Мерфі зробити задовільний фінал. Ребекка Ніколсон з «The Guardian» поставила «Гротескності» три зірки з п'яти і назвала шоу більш стриманим порівняно з типовою роботою Мерфі, зосередившись на грандіознішій розповіді серед його готичних жахів. Вона знайшла шоу вражаючим візуально, але розкритикувала його залежність від незграбної експозиції, яка підриває його моторошну атмосферу. Ніколсон високо оцінила гру Неш-Беттс як випиваючого детектива, відзначивши її врівноваженість, незважаючи на шаблонний характер ролі, і похвалила Леслі Менвілл за вміле подання абсурдних реплік. Визнаючи його повільний темп, вона вважала серіал інтригуючим своїми темами розпаду суспільства, віри та страху, припускаючи, що його варто продовжувати, незважаючи на деякі недоліки.